# Gynoplistia capreolus
Gynoplistia capreolus là một loài ruồi trong họ Limoniidae. Chúng phân bố ở miền Australasia.